# Neopedies orientalis
Neopedies orientalis är en insektsart som beskrevs av Ronderos 1991. Neopedies orientalis ingår i släktet Neopedies och familjen gräshoppor. Inga underarter finns listade i Catalogue of Life.